# Bandara spinella
Bandara spinella är en insektsart som beskrevs av Delong 1980. Bandara spinella ingår i släktet Bandara och familjen dvärgstritar. Inga underarter finns listade i Catalogue of Life.